# Aleksandr Grin
Aleksandr Stepanovič Grin, (Slobodskoj, Vjatska gubernija, 23. kolovoza 1880. – Stari Krim, 8. srpnja 1932.), ruski književnik, zapažen po romantičnim pričama pustolovne i misteriozne tematike.

## Životopis
Pravim prezimenom Griniewski, rusinizirano Grinevski(j), rođen je u obitelji poljskog ustanika iz 1863., koji je prognan na sjever. Djetinjstvo provodi u neimaštini u jednom sjevernom provincijskom gradu. S 15 godina odlazi na jug u Odesu, gdje ga fascinira more, istaknuta tema njegove književnosti. Radio je razne poslove, a zatim lutao europskim dijelom Rusije i Uralom. Početkom 20. stoljeća pridružuje se socijalističkoj revolucionarnoj stranci. Ubrzo je uhićen i prognan u Sibir. Nakon povratka se posvetio pisanju.
U proznim djelima kao što su "Grimizna jedra" (1923.); "Srce pustinje" (1923.), "Lutalica po valovima" (1928.), Akvarel (1929.) i dr. stvorio je fantastičan, egzotičan svijet toplih mora i šarenih luka. Pisao je i pripovijesti urbanih tema i motiva, s elementima halucinacija, tjeskobe i psihološke introspekcije. Tema "Štakoraša" (1923.) je grozničavo stanje u ruskom gradu nakon prevrata; po njemu je snimljen film "Izbavitelj" (1976.) Krste Papića. Pripisivali su mu književne utjecaje Poea i Stevensona.
Iako priznat u književnim krugovima Serapionove braće i Jurija Karloviča Oleše, Grin je dugo bio na margini ruske književnosti, u kojoj su pustolovni romani i fantastika smatrani trivijalnima. Kanoniziran je tek objavom "Sabranih djela" 1965.

## Djela
- Grimizna jedra (Alye parusa), 1923.
- Srce pustinje (Serdce pustyni), 1923.
- Štakoraš (Krysolov), 1923.
- Lutalica po valovima (Beguščaja po volnam), 1928.
- Akvarel, 1929.

## Vanjske poveznice
- (engl.) Irina Lukyanova, "Born to Fly", Russkiy Mir Foundation  Arhivirana inačica izvorne stranice od 4. kolovoza 2018. (Wayback Machine)